# Ceratagallia siccifolius
Ceratagallia siccifolius är en insektsart som beskrevs av Philip Reese Uhler 1876. Ceratagallia siccifolius ingår i släktet Ceratagallia och familjen dvärgstritar. Inga underarter finns listade i Catalogue of Life.